# Лудолф II фон Дасел
Лудолф II фон Дасел (на немски: Ludolf II von Dassel; * пр. 1174; † сл. 1203/1204/1209) е граф на Дасел и фогт на манастир Хилвардсхаузен (в Хан. Мюнден).
Той е първият син на граф Лудолф I фон Дасел († сл. 1166/1167) и съпругата му вероятно Мехтхилд фон Шауенбург-Холщайн (* 1126; † сл. 1188), дъщеря на Адолф I († 1130). По-малкият му брат e Адолф I († 1224).
Лудолф II наследява баща си като граф на Дасел. Лудолф участва през 1189 г. в третия кръстоносен поход.

## Фамилия
Лудолф II се жени преди 1188 г. за жена от род Шварцфелд. Той има шест деца:
- Адолф II фон Дасел (* 1210; † 1257), ∞ вероятно за Ерментруда фон Епщайн
- Лудолф III фон Дасел, ∞ Бенедикта
- Райнолд III († 10 март 1258), от 1209 г. домхер/каноник, приор и архдякон (1254 в Св. Андреас) в Хилдесхайм
- Зигебодо († сл. 1251), от 1222 г. домхер/каноник във Ферден
- Аделхайд († сл. 1238), омъжена 1220 г. за Бертолд II фон Шоненберг († 1223)
- Хезека († сл. 25 юли 1220), омъжена за граф Хайнрих I фон Шваленберг-Валдек († пр. 1214)